# Bucerius Kunst Forum

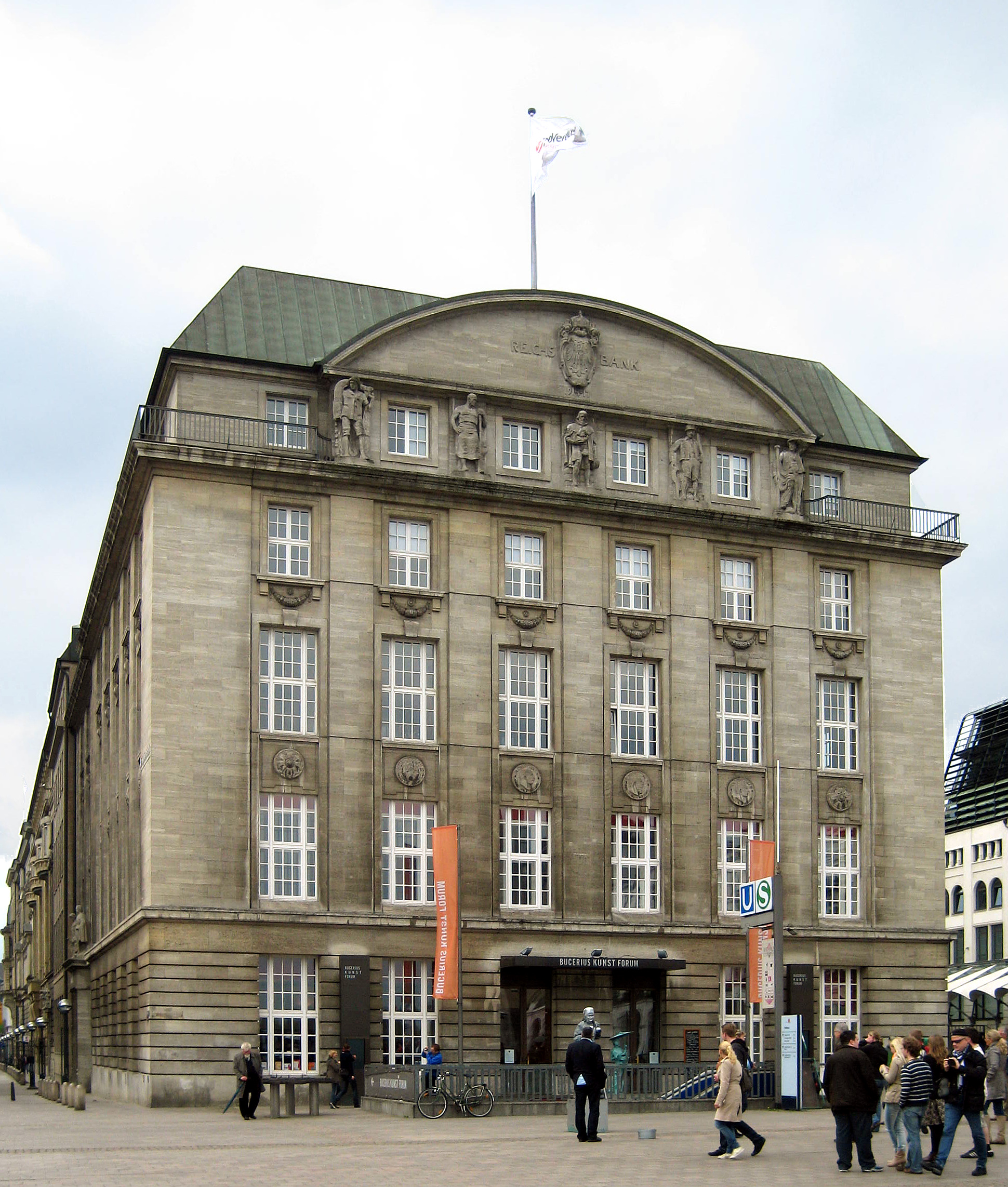
Bucerius Kunst Forum i Hamburg

Bucerius Kunst Forum är ett konstmuseum i Altstadt, Hamburg som öppnade 2002. Museet har fyra olika utställningar per år och ligger centralt vid Rathausmarkt 2, bredvid Rathaus station.